# Mistrovství světa v klasickém lyžování 2015
Mistrovství světa v klasickém lyžování 2015 probíhalo ve dnech 18. února až 1. března 2015 ve švédském Falunu. Bylo to již počtvrté, co se zde šampionát konal, předtím to bylo v letech 1954, 1974 a 1993.

## Běh na lyžích

### Muži
| Soutěž                           | Zlato                                                        | Stříbro                                                          | Bronz                                                                    | Čeští reprezentanti                                               |
| 15 km volnou technikou detaily   | Johan Olsson                                                 | Maurice Manificat                                                | Anders Gløersen                                                          | 7. Lukáš Bauer, 17. Martin Jakš, 41. Dušan Kožíšek, 60. Jan Šrail |
| 30 km skiatlon (2x15 km) detaily | Maxim Vylegžanin                                             | Dario Cologna                                                    | Alex Harvey                                                              | 31. Martin Jakš, 46. Petr Knop, 50. Jan Šrail                     |
| 50 km klasickým stylem detaily   | Petter Northug                                               | Lukáš Bauer                                                      | Johan Olsson                                                             | 16. Martin Jakš, 36. Aleš Razým                                   |
| Štafeta 4 x 10 km detaily        | Niklas Dyrhaug Didrik Tønseth Anders Gløersen Petter Northug | Daniel Richardsson Johan Olsson Marcus Hellner Calle Halfvarsson | Jean-Marc Gaillard Maurice Manificat Robin Duvillard Adrien Backscheider | 9. Aleš Razým Martin Jakš Dušan Kožíšek Petr Knop                 |
| Sprint (1,5 km) detaily          | Petter Northug                                               | Alex Harvey                                                      | Ola Vigen Hattestad                                                      | 32. Jan Bartoň, 48. Aleš Razým, 51. Dušan Kožíšek                 |
| Týmový sprint (6x1,5km) detaily  | Finn Haagen Krogh Petter Northug                             | Alexej Petuchov Nikita Krjukov                                   | Dietmar Nöckler Federico Pellegrino                                      | 6. Dušan Kožíšek, Aleš Razým                                      |

### Ženy
| Soutěž                            | Zlato                                                               | Stříbro                                                          | Bronz                                                                                  | České reprezentantky                            |
| 10 km volnou technikou detaily    | Charlotte Kallaová                                                  | Jessica Digginsová                                               | Caitlin Compton Gregg                                                                  | 23. Eva Vrabcová Nývltová, 55. Karolína Grohová |
| 15 km skiatlon (2x7,5 km) detaily | Therese Johaugová                                                   | Astrid Jacobsenová                                               | Charlotte Kallaová                                                                     | 10. Eva Vrabcová Nývltová 43. Karolína Grohová  |
| 30 km klasickým stylem detaily    | Therese Johaugová                                                   | Marit Bjørgenová                                                 | Charlotte Kallaová                                                                     | 9. Eva Vrabcová Nývltová 38. Karolína Grohová   |
| Štafeta 4 x 5 km detaily          | Heidi Wengová Therese Johaugová Astrid Jacobsenová Marit Bjørgenová | Sofia Bleckur Charlotte Kallaová Maria Rydqvist Stina Nilssonová | Aino-Kaisa Saarinenová Kerttu Niskanenová Riitta-Liisa Roponenová Krista Pärmäkoskiová |                                                 |
| Sprint (1,2 km) detaily           | Marit Bjørgenová                                                    | Stina Nilssonová                                                 | Maiken Caspersenová Fallaová                                                           | 42. Karolína Grohová                            |
| Týmový sprint (6x1,2 km) detaily  | Ingvild Flugstadová Østbergová Maiken Caspersenová Fallaová         | Ida Ingemarsdotter Stina Nilssonová                              | Justyna Kowalczyková Sylwia Jaśkowiec                                                  |                                                 |

## Skoky na lyžích
| Soutěž                                    | Zlato                                                           | Stříbro                                                             | Bronz                                                | Čeští reprezentanti                                                  |
| Střední můstek (muži) detaily             | Rune Velta                                                      | Severin Freund                                                      | Stefan Kraft                                         | 4. Roman Koudelka, 28. Jakub Janda , 32. Lukáš Hlava, 38. Jan Matura |
| Velký můstek (muži) detaily               | Severin Freund                                                  | Gregor Schlierenzauer                                               | Rune Velta                                           | 8. Roman Koudelka, 16. Jan Matura, 33. Jakub Janda                   |
| Velký můstek (týmy mužů) detaily          | Anders Bardal Anders Jacobsen Anders Fannemel Rune Velta        | Stefan Kraft Michael Hayböck Manuel Poppinger Gregor Schlierenzauer | Piotr Żyła Klemens Murańka Jan Ziobro Kamil Stoch    | 8. Jakub Janda Lukáš Hlava Jan Matura Roman Koudelka                 |
| Střední můstek (ženy) detaily             | Carina Vogtová                                                  | Yuki Ito                                                            | Daniela Iraschko-Stolz                               | 29. Michaela Doleželová, 39. Barbora Blažková                        |
| Střední můstek (smíšené družstvo) detaily | Carina Vogtová Richard Freitag Katharina Althaus Severin Freund | Line Jahr Anders Bardal Maren Lundbyová Rune Velta                  | Sara Takanašiová Noriaki Kasai Yuki Ito Taku Takeuči | 11. Michaela Doleželová Viktor Polášek Barbora Blažková Jan Matura   |

## Severská kombinace
| Soutěž                                       | Zlato                                                    | Stříbro                                                    | Bronz                                                                | Čeští reprezentanti                                                   |
| Velký můstek + 10 km (jednotlivci) detaily   | Bernhard Gruber                                          | François Braud                                             | Johannes Rydzek                                                      | 17. Miroslav Dvořák, 30. Tomáš Portyk, 39. Petr Kutal, 45. Lukáš Rypl |
| Střední můstek + 10 km (jednotlivci) detaily | Johannes Rydzek                                          | Alessandro Pittin                                          | Jason Lamy-Chappuis                                                  | 30. Miroslav Dvořák, 33. Tomáš Portyk, 41. Petr Kutal, 47. Lukáš Rypl |
| Velký můstek + 7,5 km (týmy) detaily         | François Braud Jason Lamy-Chappuis                       | Eric Frenzel Johannes Rydzek                               | Magnus Moan Håvard Klemetsen                                         | 8. Tomáš Portyk, Miroslav Dvořák                                      |
| Velký můstek + 5 km (týmy) detaily           | Tino Edelmann Eric Frenzel Fabian Rießle Johannes Rydzek | Magnus Moan Håvard Klemetsen Mikko Kokslien Jørgen Graabak | François Braud Maxime Laheurte Sébastien Lacroix Jason Lamy-Chappuis | 8. Petr Kutal, Lukáš Rypl, Miroslav Dvořák, Tomáš Portyk              |

## Medailové pořadí národů
| Pořadí | Země      | Zlato | Stříbro | Bronz | Celkově |
| 1      | Norsko    | 11    | 4       | 5     | 20      |
| 2      | Německo   | 5     | 2       | 1     | 8       |
| 3      | Švédsko   | 2     | 4       | 3     | 9       |
| 4      | Francie   | 1     | 2       | 3     | 6       |
| 5      | Rakousko  | 1     | 2       | 2     | 5       |
| 6      | Rusko     | 1     | 1       | 0     | 2       |
| 7      | Itálie    | 0     | 1       | 1     | 2       |
| 7      | Japonsko  | 0     | 1       | 1     | 2       |
| 7      | Kanada    | 0     | 1       | 1     | 2       |
| 7      | USA       | 0     | 1       | 1     | 2       |
| 11     | Česko     | 0     | 1       | 0     | 1       |
| 11     | Švýcarsko | 0     | 1       | 0     | 1       |
| 13     | Polsko    | 0     | 0       | 2     | 2       |
| 14     | Finsko    | 0     | 0       | 1     | 1       |
| Celkem | Celkem    | 21    | 21      | 21    | 63      |